# Комори на Светском првенству у атлетици у дворани 2012.
Комори су учествовали на Светском првенству у атлетици у дворани 2012. одржаном у Истанбулу од 9. до 11. марта пети пут. Репрезентацију Комора представљала су два такмичара (1 мушкарац и 1 жена), који су се такмичили у две дисциплине.
Комори није освојила ниједну медаљу нити је остварен неки рекорд.

## Учесници
| Мушкарци: - Bacar Houmadi Jannot — 400 м | Жене: - Фета Ахмада — 60 м |  |

## Резултати

### Мушкарци
| Атлетичар            | Дисциплина | Лични рекорд | Квалификације | Квалификације | Полуфинале           | Полуфинале           | Финале               | Финале       | Детаљи |
| Атлетичар            | Дисциплина | Лични рекорд | Резултат      | Место         | Резултат             | Место                | Резултат             | Место        | Детаљи |
| -------------------- | ---------- | ------------ | ------------- | ------------- | -------------------- | -------------------- | -------------------- | ------------ | ------ |
| Bacar Houmadi Jannot | 400 м      | 48,58 НР     | 49,58         | 3. груп. 3    | Није се квалификовао | Није се квалификовао | Није се квалификовао | 24 / 31 (32) |        |

### Жене
| Атлетичарка | Дисциплина | Лични рекорд | Квалификације | Квалификације | Полуфинале            | Полуфинале            | Финале                | Финале       | Детаљи |
| Атлетичарка | Дисциплина | Лични рекорд | Резултат      | Место         | Резултат              | Место                 | Резултат              | Место        | Детаљи |
| ----------- | ---------- | ------------ | ------------- | ------------- | --------------------- | --------------------- | --------------------- | ------------ | ------ |
| Фета Ахмада | 60 м       | 7,39 НР      | 7,49          | 5. у гр. 1    | Није се квалификовала | Није се квалификовала | Није се квалификовала | 30 / 62 (64) |        |